# 神奈川県立海老名高等学校
神奈川県立海老名高等学校（かながわけんりつ えびなこうとうがっこう）は、神奈川県海老名市丁目に所在する公立の高等学校。通称「海老高」。

## 設置学科
- 普通科

## 校章
海老名市の花であるをかたどった校章は、海老名の地にどっしりと両足を構え、左右にを、頭上に高く「知」を求め、限りない希望に満ちて、力強く前進する姿の象徴。

## 教育目標
- 学力の向上：毎日の授業を大切にし、積極的に学習する習慣を養う。
- 体力の充実：自ら進んで体力の推進につとめ、スポーツに親しむ態度を養う。
- 個性の伸長：一人ひとりの個性をのばし、その能力を最大限に発揮させる。
- 自律性の涵養：社会のきまりを守り、責任を重んじ、正しい判断力と行動力を培う。
- 郷土愛の育成：郷土の歴史・風土の理解をとおして、自然と文化を愛する精神を育てる。

## 沿革
- 1979年4月 開校
- 1988年 - プール起工
- 1989年 - プール完成
- 1993年 - 県内初 修学旅行飛行機利用(沖縄)
- 1998年 - 生徒用ロッカー設置
- 2005年 - 学区制廃止。
- 2007年 - 神奈川県教育委員会から「環境・エネルギー教育重点推進校」に指定される。
- 2009年 - 創立30周年記念式典挙行

## 設置課程
- 全日制
- PDCAサイクル
  - 平成24年度より3学期制に移行し、生徒自身が学習におけるP（目標設定・計画）D（実践）C（振り返り）A（再計画）を習得できるようPDCAサイクルを実践している。

## 交通
厚木駅 （小田急小田原線・東日本旅客鉄道〈JR東日本〉相模線）徒歩12分
海老名駅 （小田急小田原線・相鉄本線・JR相模線） 徒歩17分

## 学園祭
体育部門（体育祭）(6月）と文化部門（文化祭）（9月）を併せて「皐月祭」と呼ぶ。最後夜には「後夜祭」が行われ、そこで打ち上げられる花火の資金は、全額生徒たちのアルミ缶回収によって賄われている。

## 制服
男女とも紺色のブレザーに稲穂色のネクタイ。ネクタイの稲穂色は、海老名の地に壮大と広がる田畑、稲穂をイメージしたもの。(金色に近い)

## 地球に関する配慮
海老名高等学校では委員会の一つに「環境委員会」があり、その大きな活動として「省エネ共和国の運営」がある。環境委員長は省エネ共和国の長として、校内、家庭、地域へ省エネを呼びかけていく。また、生徒用駐輪場屋根上にはソーラーパネルが、校門前には風力発電と太陽光発電がそれぞれ設置されており、2009年には回収したアルミ缶を洗うための雨水タンクも設置された。

## 著名な関係者

### 卒業生
- 山口揚平（経済評論家・ファンダメンタル投資家）
- 市川喜康（作詞家・作曲家）
- 吉岡聖恵（歌手・ミュージシャン：いきものがかりボーカリスト）
- 宮地眞理子（タレント・ミステリーハンター）
- 松田恵里（プロボクサー）
- 深緑野分（小説家）
- 穂刈正樹（実業家）
- 三遊亭ごはんつぶ（落語家）